# Кушдевор
Кушдевор (тадж. Кўшдевор) — село в Исфаринском районе Согдийской области Таджикистана.

## География
Расположен в Ферганской долине предгорьях Туркестанского хребта. Климат теплый субтропический резко континентальный.
Поселок расположен близко к железнодорожной станции на ветке Канибадам — Шураб (линии Коканд — Хаваст). С районным центром его связывает дорога Исфара — Канибадам.